# 無銭飲食
無銭飲食（むせんいんしょく）とは、後払いの飲食店で飲食して代金を支払わずに逃げることをいう。刑法上の詐欺罪に該当することがある。俗に食い逃げ（くいにげ）ともいう。
無銭飲食や食い逃げは俗称であり正式な法律用語ではないが、日常会話や報道では後述の正式な法律用語を示す言葉として使われている。
基本的には、いずれも不法行為として損害賠償請求の対象にはなりうるが、本項目では主に刑事処分の側面について述べる。

## 手口
典型的な詐欺手口として、次のようなものがある。
- 飲食後、店員の目を盗んで支払いをせずに立ち去る。
- 飲食後、すぐに戻ると店員に告げるなどして、支払いをせずに店から出てそのまま立ち去る。

## 詐欺罪としての立件
無銭飲食は、詐欺罪に該当する場合がある。

### 当初から支払う意思を欠いていた場合
飲食物の提供を受ける前から支払う意思を持たずして、「支払う」と装って飲食物を注文し（欺罔行為）、その結果、店員が支払いを受けられるものと誤解し（錯誤）、飲食物を交付させた（財産的処分行為）場合には、詐欺罪の構成要件に該当する。
詐欺罪の着手時期は、欺罔行為を開始した時であるから、その後翻意して代金を支払っても、詐欺罪は成立する（詐欺未遂罪）。

### 飲食後すぐに戻るとしてそのまま立ち去った場合
飲食物の提供後あるいは消費後、財布を忘れたまたはその他の事情などにより、すぐに戻るとしていったん店を出て、そのまま戻らなかったような場合には、「すぐ戻る」と装って債務を免れ（欺罔行為）、その結果、店員が支払いを受けられるものと誤解し（錯誤）、一時外出を許した（利得行為）ものであり、詐欺利得罪の構成要件に該当する。
詐欺利得罪の着手時期は、欺罔行為を開始した時であるから、「すぐ」戻らなかった事によって既遂となる。その後、翻意して後日に代金を支払いに戻ったとしても、詐欺利得罪が成立する（詐欺利得未遂罪）。ただし、どの程度「すぐ」なのかは社会通念に依る。

### 窃盗などとの線引き
窃盗とは、他人の占有する財物・電気を他人の意思に反して窃取する行為であるところ、後払いの飲食店においては客を信用して財物たる飲食物を占有者たる店員などが交付しているのであるから、窃盗罪の構成要件には当たらない。
なお、不可罰となる利益窃盗で論ずる向きもあるが、利益窃盗は財物でも電気でもない物やサービスを窃取した場合であるため、これも当たらない。
ただし欺罔があれば前述の詐欺罪に該当するし、暴行や脅迫があれば二項強盗罪の成立を妨げない。
立ち去る際に店員などに制止され、それに暴行を加えたり振り払って怪我をさせるなどして無理やり逃走を図った場合には二項強盗（致死傷）罪が成立する。また、窓などから脱出する際に周囲の物を壊したような場合は器物損壊罪の成立の余地がある（未必の故意など）。

### 債務不履行との線引き
無銭飲食の問題となる場面が債務不履行の問題に帰着する場合には、民事不介入の側面もあり、罪に問えない。
支払いの段階で、財布を忘れてきたことに気づき、そのまま逃げてしまった場合は、処分行為に向けての欺罔行為がなく、詐欺罪は成立しない。ただし、支払いの段階で、店員に嘘をつくなどして支払いを免れた場合には、代金の支払いを免れた点に詐欺利得罪が成立する。また、店員が支払いの延期を認める、いわゆる「ツケ払い」とした場合でも、身元を偽るなどして、請求を不可能にしたような場合は、同じく詐欺利得罪が成立する。
また、飲食物の内容や支払い金額に争いがある場合も、前述の欺罔や虚偽がない限り債務不履行の問題となるため、刑事処分の対象にはならない。店を立ち去る際に、店員などの目を逃れて気づかれず、あるいはすぐに気づかれて（店外まで）追尾されたような場合でもなく、平和裏に立ち去った場合にも、前述の欺罔や虚偽がない限り、同様である。

### 現実の法適用の問題
法解釈上は以上のとおりとなるが、現実に無銭飲食をして刑事処分を免れるためには、飲食した側に欺罔や虚偽が無く、純粋に債務不履行の問題となることを積極的に疎明する必要がある。
社会通念上は通常の飲食店において、通常通り、通常の飲食品が交付されをそれを通常に飲食した場合には、支払い債務が（民事上は）飲食した側に生じるものであるから、外見上正当な理由がなく支払いをせず、または支払いを拒む場合には、店側は、飲食した側に欺罔行為があったものとして、その者を一時的な抑止（私人逮捕の範疇）し、かつ直ちに警察官などを呼ぶ事までは違法となるものではない。
その際には、飲食した側が警察官に対し、身元の疎明や積極的に欺罔や虚偽が無いことを疎明する必要がある。身元を隠したり、疎明の内容如何によっては詐欺や欺罔があったものとして（あるいは他の刑罰行為に触れるものとして）逮捕、収監する事は法律上も可能である。例として「無銭飲食は罪にならない、と言う巷間の記事を見たので支払わない」などと疎明してしまえば、最初から欺罔の意思があったものとして検挙されるであろう。同じ者が反復的に無銭飲食を繰り返す場合も、外見上不自然であるから、同様である。これらは現場の警察官や署の判断による所も大きいが、前述までの法解釈上違法性があると判断できる場合には、刑事処分の対象となる。
店側が、飲食した側に欺罔行為があったものと信じるに足りる相当な理由があった場合には、その者を一時的に抑止し直ちに警察官などを呼んだとしても違法性は生じない（痴漢冤罪と同様）。ただし、警察官を呼ばず、支払うまで帰さないなどと不法に抑止し続けるようであれば店側が監禁罪などに問われる（ぼったくり店の問題など）。
前述のとおり争いの際に暴行や脅迫、破壊行為などがあれば、店側、飲食した側のいずれでも罪に問われる。

## 対策
立ち食いそば・うどん店や牛丼店などのように、食券を先に購入してから飲食を提供している店や、食券制ではないが、先に食事代金を払ってから飲食品を出す「前金制」を採用する店がある。前者の場合は『自動券売機』を設けている。
食券を取得する際に不正取得や、食券の偽造、変造などの欺罔行為があれば刑事処分の対象となる。

## 呼称
現在は「無銭飲食」「食い逃げ」と称される。戦前は「ラジオ」「チャリンコ」とも称され、手塚治虫の漫画「アドルフに告ぐ」で、主人公のアドルフ・カウフマンが少年時代に友人のアドルフ・カミルから、わざと悪事を働くよう「チャリンコをやりな」とそそのかされて、無銭飲食をするという描写がある（場所設定は神戸市であり、二人は日本語の話せる日本の外国人である）。しかし現在「チャリンコ」という言葉は、自転車を指す名古屋弁となっており、高齢者以外は「チャリンコ」という言葉で『無銭飲食』を連想することは、極めて稀である。

## 飲食店以外の無銭交付
飲食店において提供される飲食物は消費または使用してしまい、かつ返還が不能である（あるいは、飲食物を材料から料理加工する段階で、財物の価値に変化を生じて旧状回復できない）ため、無銭飲食または債務不履行の問題が生じる。電気についても同様であるため、同様である。
これに対し、消費物以外の財物（動産）を交付のために占有させ、客がその支払いを拒むような場合には、店側はただちに同時履行の抗弁権を行使し、その財物の占有解除を請求できる。未だに売買契約が成立していないからである。客が支払いも財物の返還も拒むようであれば、法的にその他の正当な理由がない限り、所有権の侵害として窃盗罪が成立しうる。無銭飲食などの場合と異なり、客側に欺罔や虚偽があった事を摘示する必要はない。また、占有解除され返還された財物に毀損があれば損害賠償を請求できる。
なお、店側の判断や制度により同時履行の抗弁を行使しない場合（後払いの容認）には、純粋な債務不履行の問題となり、刑事処分の対象外となる。
現実に、スーパーマーケットほか小売店などにおける財物の販売は、客側の支払いと同時に売買契約が成立し、所有権が客側に移転すると言う同時履行を原則としている。そのため、客側が商品をピックアップしレジに並ぶまでは、先取りの占有権がその客に生じる（第三者がそれは自分が買う等としてこれを奪った場合には窃盗罪となる）が、支払いを済ませるまでは所有権は店側にある。よって、レジに並んでる最中などに飲食物その他の財物を消費してしまうと、厳密には所有権の侵害として窃盗罪に当たる（もっとも、店側も消費後にレジで支払う事を条件に宥恕するケースも多いが、事後に支払いを拒めば当然に窃盗罪として処分される）。

## 無銭利得
同様の問題は、財物でも電気でもない物の交付や、サービスの交付を受けて、金銭を支払わず逃走を図る場合にも生じうる。法適用上は紙切れ一枚でも財物とされるため、無主物と考えられる物、あるいはサービスの交付を受けた場合が対象となる。
無銭利得のうち、有償公共交通機関などの不正乗車については、別途の法律の定めがあり、即時に刑事処分の対象となりうる。
サービスも、飲食店における飲食物と同様に、提供された時点で消費してしまい返還が不能である。法適用上は、無銭飲食と同様に、欺罔や虚偽を伴えば二項詐欺罪（詐欺利得罪）が、暴行や脅迫があれば二項強盗罪の成立を妨げない。
輸送サービス（不正乗車となる場合を除く）や、無銭宿泊などが問題となる。